# 배수 (서진)

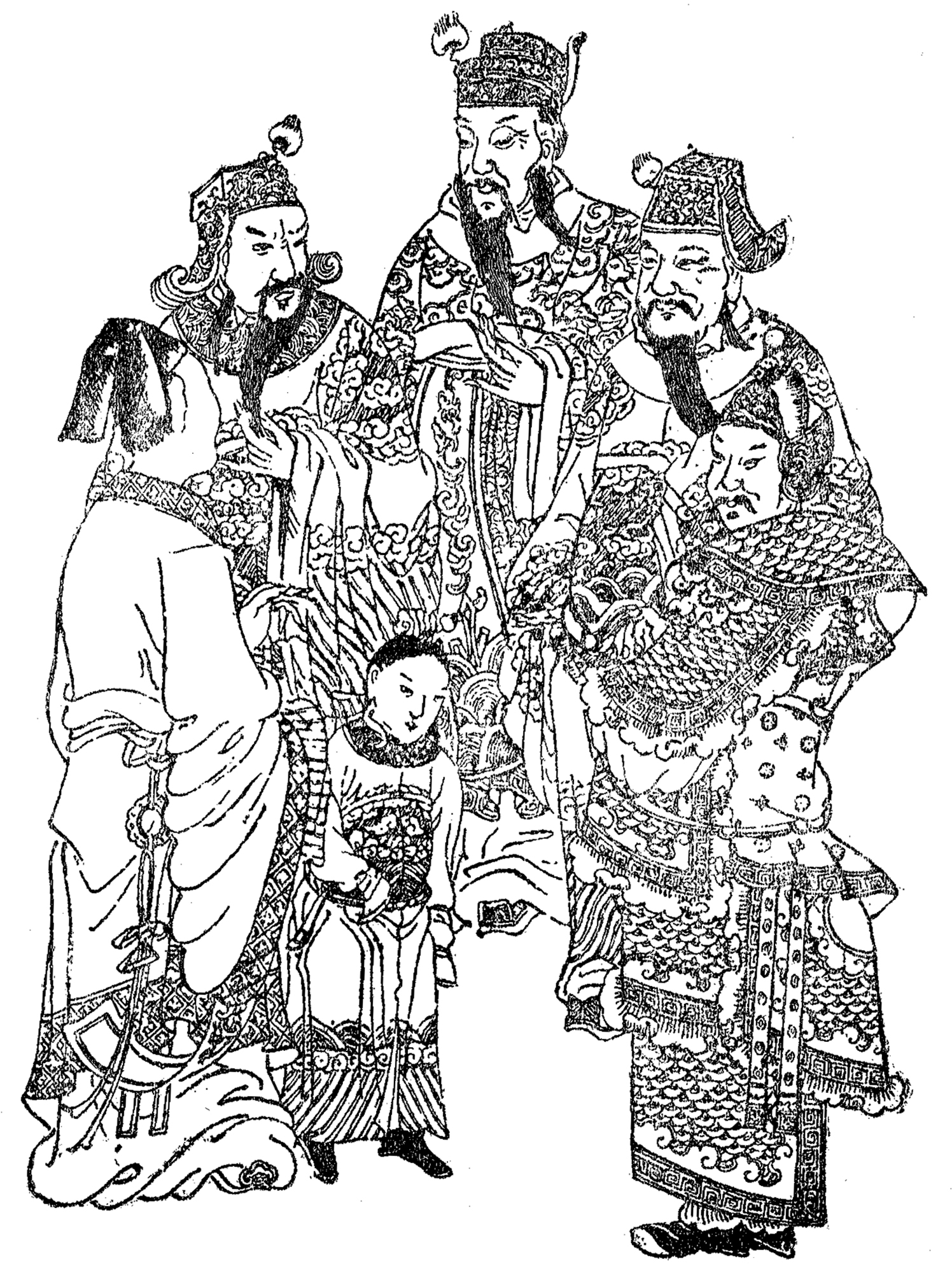
진 개국(晉 開國) 사마염 일가, 배수, 종회

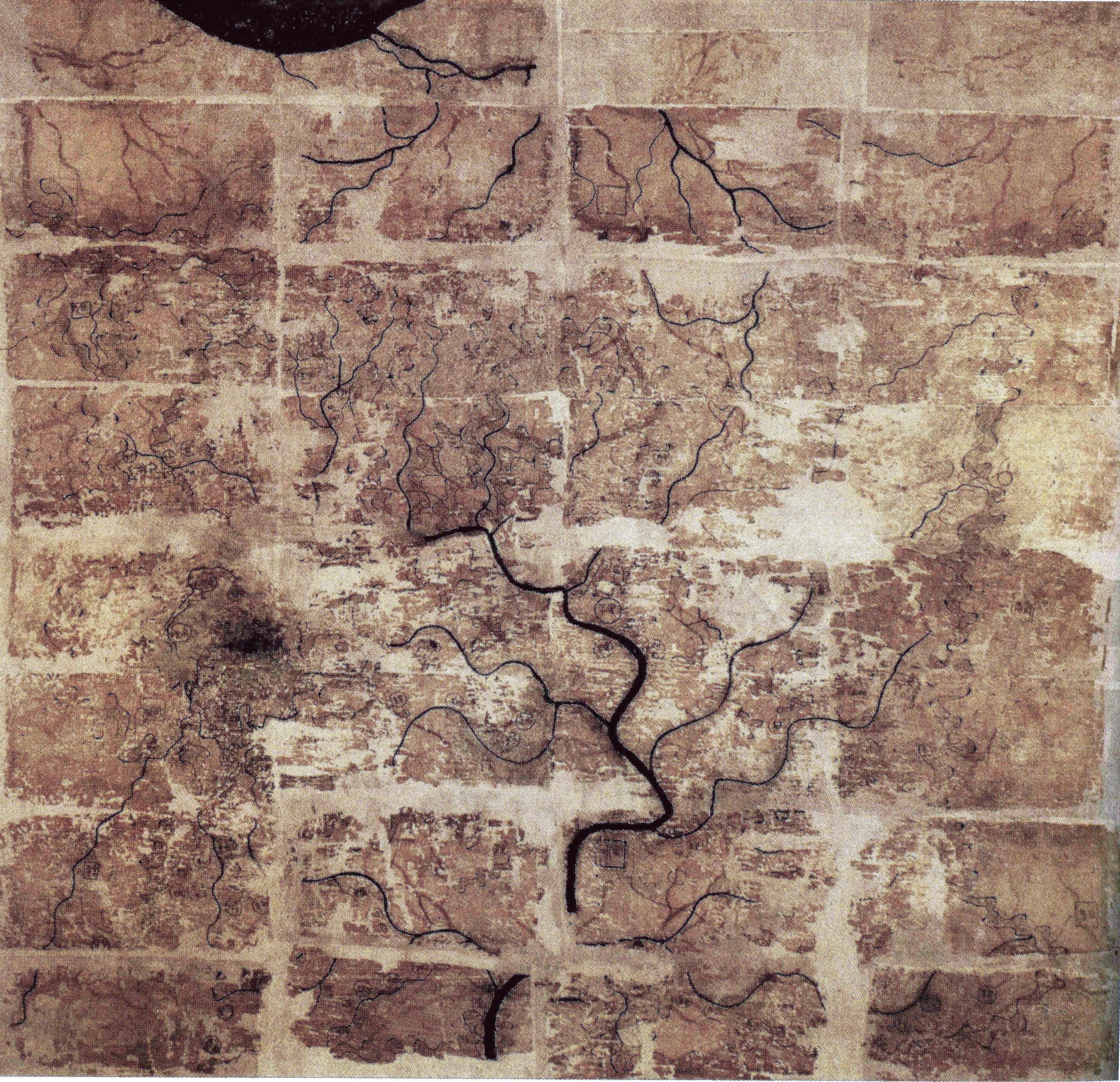
우공지역도(禹貢地域圖)

배수(裴秀, 224년 ~ 271년)는 중국 삼국지 진나라(晉)의 정치가, 관제사, 지도 제작자다. 주요 저작으로 《우공지역도》가 있다. 자는 계언(季彦)이며 사례(司隷) 하동군(河東郡) 사람이다. 
위나라 상국(魏相國) 배잠(裴潛)의 아들이며, 배준(裴浚) · 배위(裴頠)의 아버지이다.
진 무황제 사마염(晉 武皇帝 司馬炎)의 상서령이었으며 순의(荀顗)가 예의를 정하고 가충(賈充)이 법률을 바로잡으며 배수(裴秀)는 관제를 고쳤다.

## 생애
배수는 관구검(毌丘儉)의 추거를 받아 조상(曹爽)의 부름을 받았으며, 244년 아버지 배잠(裴潛)이 죽자 뒤를 이어 황문시랑(黃門侍郞)이 되었다. 249년 조상이 처형당하자 면직되었으나, 사마소(司馬昭)에게 천거되어 산기상시(散騎常侍)에 배령되었다.
배수는 조방(曹芳)이 폐위된 이후 황제에 즉위한 조모(曹髦)와 가까운 사이로 지냈으며, 조모는 배수에게 유림장인(儒林丈人)이라는 이름을 지어주었다. 조방은 배수와 사마망(司馬望) · 왕침(王沈) · 진태(陳泰)와 함께 동어전(東御殿)에서 토론회를 벌였으며, 문학론(文學論)을 지었다. 제갈탄(諸葛誕)이 반란을 일으키자, 진태 · 종회(鍾會)와 함께 참모로 출정하였다.
사마소의 후계자를 정할 당시에는 장남 사마염(司馬炎)을 천거하였으며, 사마염이 조환(曹奐)에게 선위받아 황제가 되었을 때 가충(賈充) · 왕침 · 양호(羊祜) · 순욱(荀勗) 등과 함께 중심 역할을 맡았다. 
무제가 왕위에 오른 후 상서령, 우광록대부에 임명되었으며 어사대부 왕침(王沈), 위장군 가충(賈充)과 더불어 부를 열고 급사중을 더했다.
서진 시대에는 예법과 관제의 제정에 관여하였으며, 지형도 《우공지역도(禹貢地域圖)》 18편을 편찬하였고, 사공(司空)으로 승진하였다.
배수는 오(吳) 정벌을 주장했지만, 오나라가 멸망하기 전인 271년 세상을 떠났다. 아들 배준(裴浚)은 요절하였는데, 그의 서자인 배경(裴憬)은 배준의 뒤를 이을 수 없었기 때문에 배준의 막내동생인 배위(裴頠)가 뒤를 이었다.

## 개국
위가 망하고 사마염은 위의 대통을 이어 국호를 대진(大晉)이라 하고, 태시(太始) 원년(265)으로 개원하여 천하에 대사령을 내렸다.
가충이 말하기를 "한 건안(建安) 25년(220)에 위(魏)가 한(漢)을 이어받은 지 이미 45년이라. 이제 하늘이 내린 복이 다하고 천명이 진에 있도다. 사마씨의 공덕이 드높아 하늘에 닿고 땅에 가득한즉, 황제의 위를 바르게 하여 위의 대통을 계승하노라. 조환을 진류왕(陳留王)으로 봉하나니 금용성(金墉城)에 나가 거하도록 하라. 지금 당장 떠나 황제의 부름이 없는 한 도성으로 들어오지 말라."고 하였다.
진왕 사마염이 당에 올라 대례를 받고 가충과 배수가 칼을 쥐고 좌우에 서서 황제의 영을 받들기를 명했다.

## 배수의 친족관계

### 관련 인물
배송지　배잠

## 같이 보기
- 삼국지 인물 목록